# Evžen Vratislav z Mitrovic
Evžen říšský hrabě Vratislav-Netolický z Mitrovic a Schönfeldu (německy Eugen Reichsgraf Wratislaw von Mittrowitz und Schönfeld, Freiherr Netolitzky von Eisenberg) (8. července 1786, Vlčí Pole/Dolní Bousov – 17. února 1867, Vídeň) byl český šlechtic a rakouský polní maršál. Byl potomkem starého českého rodu Vratislavů z Mitrovic a do rakouské armády vstoupil v roce 1804. Byl účastníkem napoleonských válek a vyznamenal se jako důstojník jezdectva. Později postupoval v hodnostech a zastával různé funkce, byl členem dvorské válečné rady a císařským generálním pobočníkem. Jako vojevůdce se uplatnil znovu během revolučních let 1848–1849, kdy bojoval v Itálii. V roce 1854 dosáhl hodnosti polního maršála a poté zastával čestnou hodnost velitele jedné z císařských gard. Byl rytířem Řádu zlatého rouna a vlastnil několik panství v Čechách (hrad Kost).

## Životopis

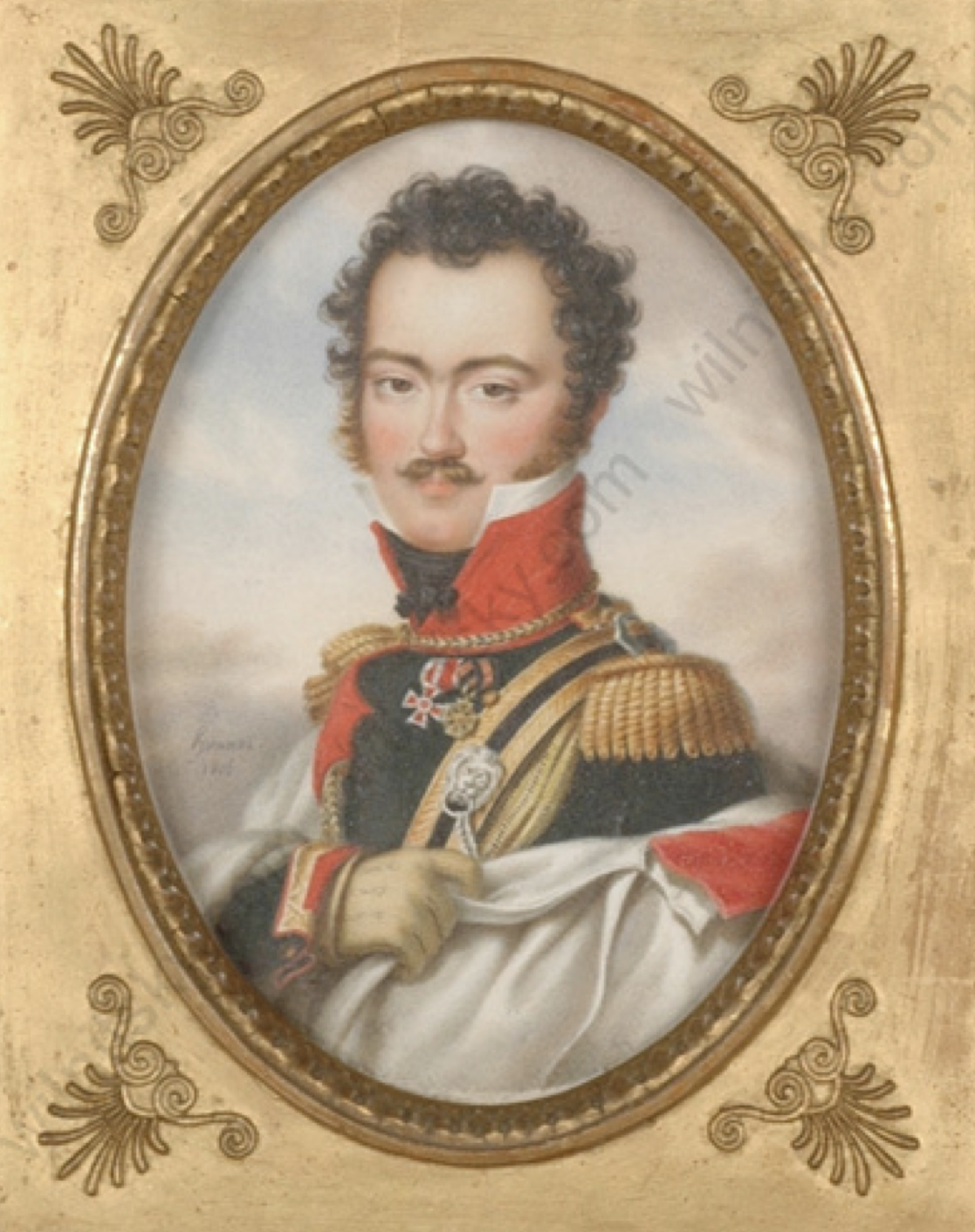
Evžen Vratislav-Netolický jako podplukovník (1816)

Pocházel ze starého českého rodu Vratislavů z Mitrovic, patřil k linii, která od 18. století užívala jméno Vratislav z Mitrovic a Schönfeldu, na základě dědictví po rodině Netolických z Eisenberka později Vratislav-Netolický. Narodil se na zámku Vlčí Pole jako nejmladší potomek hraběte Antonína Václava Vratislava-Netolického (1756–1791) a jeho manželky Eleonory, rozené Bruntálské z Vrbna (1757–1827). Jeho kmotrem byl dědeček, nejvyšší maršálek císařského dvora hrabě Eugen Václav Bruntálský z Vrbna (1728–1789), který byl také správcem zadluženého majetku Vratislavů. Evžen Vratislav vstoupil v roce 1804 do armády jako podporučík, již o rok později byl nadporučíkem a v roce 1807 dosáhl hodnosti rytmistra. V roce 1809 bojoval v bitvě u Wagramu, v letech 1810–1813 byl mimo aktivní službu. V roce 1813 se vrátil do armády v hodnosti majora a bojoval v bitvě u Lipska (1813), poté se v závěru napoleonských válek zúčastnil tažení do Francie. V roce 1816 dosáhl hodnosti podplukovníka a byl velitelem 4. pluku hulánů. V roce 1820 byl povýšen do hodnosti plukovníka.

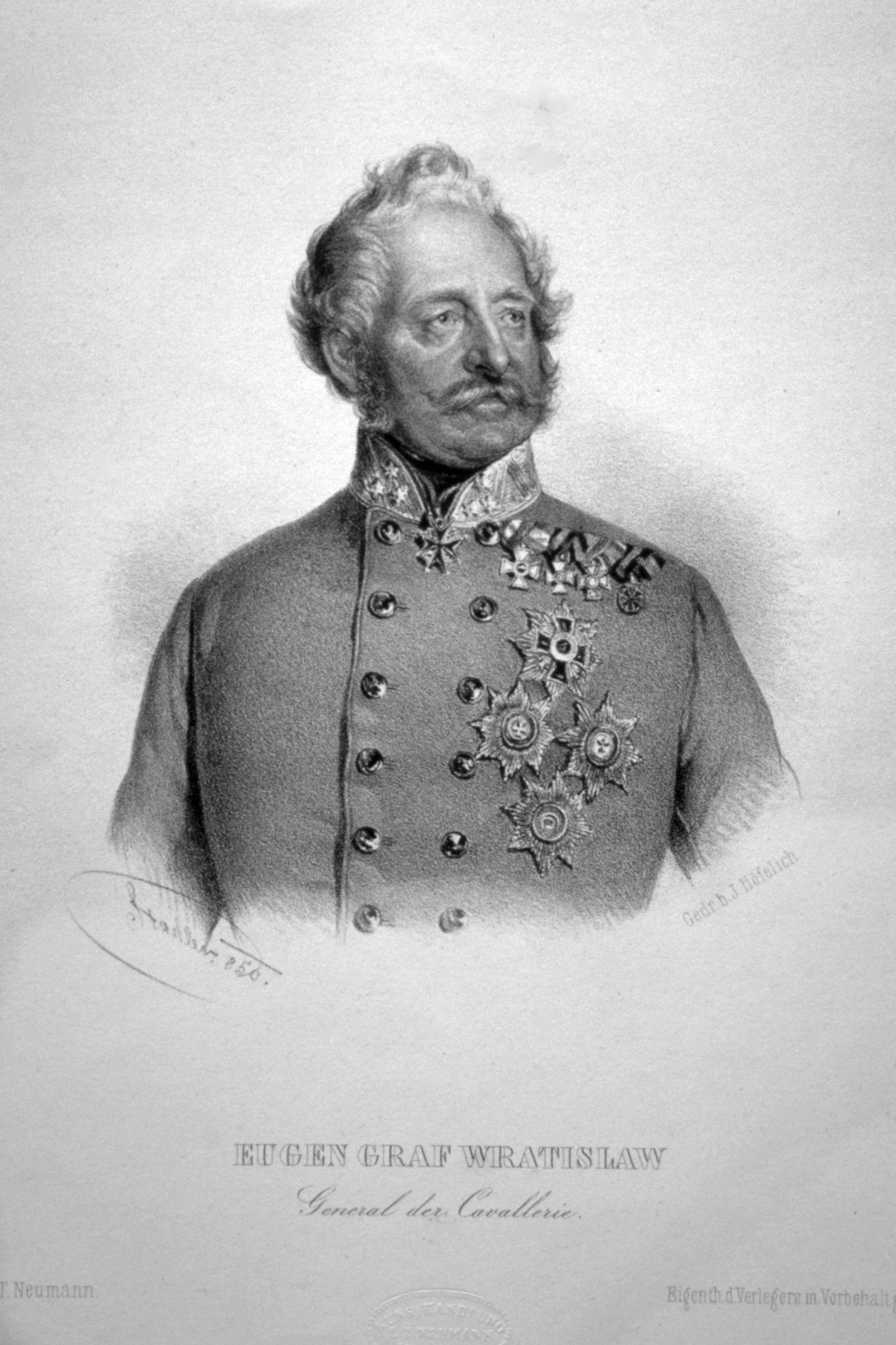
Evžen Vratislav-Netolický jako polní maršál (1856)

V roce 1830 dosáhl hodnosti generálmajora a stal se velitelem jezdecké brigády v Rovigu.. V roce 1835 byl povolán do dvorské válečné rady a stal se druhým majitelem 1. pluku kyrysníků, v roce 1836 byl povýšen do hodnosti polního podmaršála. V roce 1840 se stal generálním pobočníkem císaře Ferdinanda I. (Erster General-Adjutant). V revolučním roce 1848 byl povolán do Itálie a bojoval pod polním maršálem Radeckým jako velitel 1. armádní skupiny v Lombardii. Podílel se na potlačení revoluce v Itálii, vyznamenal se v bitvě u Vicenzy, poté bojoval v bitvě u Custozzy a v srpnu 1848 dobyl Milán. Za zásluhy získal několik vyznamenání a v roce 1849 byl povýšen do hodnosti generála jezdectva. V letech 1849–1854 byl vrchním velitelem 1. armádního sboru ve Vídni, pod který spadaly rakouské země, Čechy, Morava a Slezsko. V roce 1854 byl povýšen do nejvyšší armádní hodnosti polního maršála a poté zastával čestnou hodnost kapitána jedné z císařských gard (Garde-Capitän von Kaiserlich-Königliche Erste Arcieren-Leibgarde). Krátce před smrtí byl jmenován plukovníkem všech císařských gard.
Zemřel svobodný a bezdětný ve Vídni v roce 1867 ve věku osmdesáti let, pohřben je v kryptě kostela sv. Maří Magdaleny v Sobotce.

## Majetkové a rodinné poměry

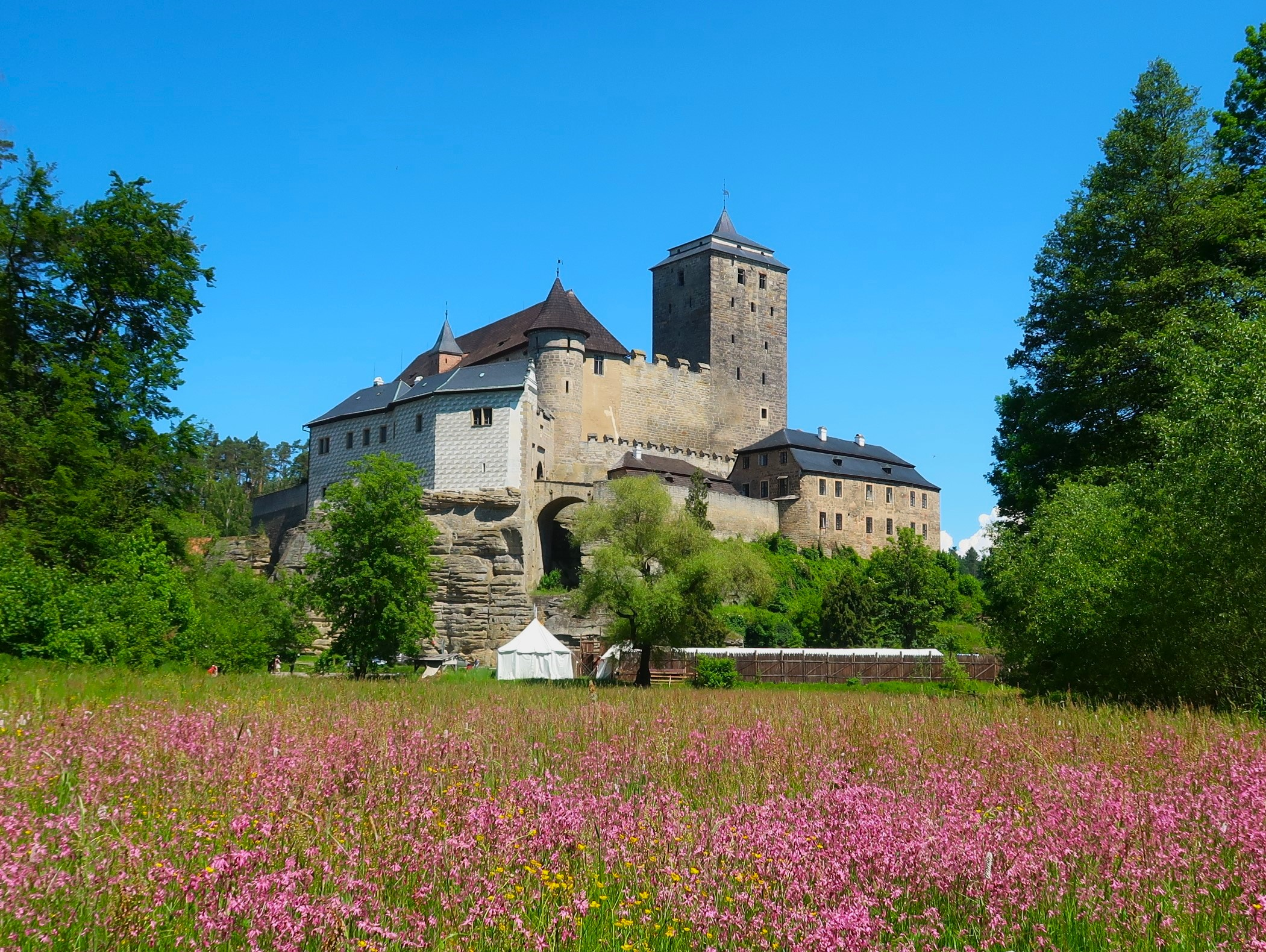
Hrad Kost, majetek Evžena Vratislava-Netolického 1813–1867

Během svého života byl Evžen Vratislav majitelem několika panství v různých částech Českého království. Po rodičích byl dědicem fideikomisu Kost, k němuž patřilo město Sobotka, zámek Humprecht a řada vesnic. Správu tohoto majetku převzal v roce 1813 od matky Eleonory, panství mělo v té době hodnotu 983 413 zlatých. Dočasně byl majitelem panství Kamenice nad Lipou, které za nepřehledných majetkoprávních poměrů vlastnil v letech 1811–1821. V roce 1835 koupil od náboženského fondu panství Milíčeves s 22 vesnicemi nedaleko od Kosti. Tento majetek prodal již v roce 1841 hraběti Michaelovi Karlovi z Althannu. V roce 1843 z pozůstalosti svého švagra Jáchyma Jindřicha Voračického z Paběnic získal panství Choustník v jižních Čechách a krátce po zakoupení nechal stavebně upravit zdejší zámek. 
Evžen Vratislav měl čtyři starší sourozence, všechny přežil. Bratr František (1784–1809) padl za napoleonských válek v bitvě u Eggmühlu. Evžen zemřel svobodný a bezdětný a vymřela jím linie Vratislavů-Netolických. Evžen zanechal závěť, která měla nedostatky po právní stránce, velkostatek Kost byl navíc vázán statutem fideikomisu s přísnými podmínkami následnictví. O dědictví se přihlásili potomci zemřelých sester Terezie, provdané dal Borgo (1781–1830), Alžběty, provdané Voračické z Paběnic (1783–1857), a Marie Apolonie, provdané Scheiblerové (1785–1853). Nároky rodiny dal Borgo zpochybnila Evženova neteř, známá česká vlastenka hraběnka Eleonora Kounicová, rozená Voračická, která o velkostatek Kost s hodnotou přes milión zlatých vedla několik let soudní spor. Po několika odvoláních nakonec nárok na Kost obhájil Flaminio dal Borgo, jehož potomkům patří hrad dodnes.  Jednodušší byla situace na alodiálním velkostatku Choustník, který na základě Evženovy poslední vůle zdědila neteř baronka Helena von Scheibler. Tento odkaz vycházel z toho, že Evžen Vratislav měl blízký přátelský vztah s rodinou svého švagra Karla Scheiblera, c. k. polním podmaršála. 

## Tituly a ocenění
V roce 1809 byl jmenován c. k. komořím, jako císařský generální pobočník  obdržel v roce 1840 titul c. k. tajného rady s nárokem na oslovení Excelence. Během své vojenské kariéry byl mnohokrát vyznamenán, za zásluhy na bojišti byl nositelem Řádu Marie Terezie a Vojenského záslužného kříže. Později obdržel velkokříž Leopoldova řádu a Řádu sv. Štěpána. Několik ocenění obdržel také od zahraničních panovníků, nejvíce vyznamenání získal v Rusku (Řád sv. Alexandra Něvského s brilianty, Řád sv. Anny I. třídy, Řád Bílého orla, Řád sv. Jiří III. třídy, Řád sv. Vladimíra IV. třídy), dále byl rytířem pruského Řádu černé orlice, nositelem pruského Řádu červené orlice a vojenského vyznamenání Pour le Mérite, dále byl nositelem hannoverského Řádu Guelfů. Jako jediný z rodu Vratislavů byl dekorován prestižním Řádem zlatého rouna (1852). Od roku 1855 zastával čestnou funkci kancléře Řádu Marie Terezie. Jako majitel fideikomisu byl v roce 1861 jmenován dědičným členem rakouské Panské sněmovny. Kromě toho byl také uživatelem čestné dvorské hodnosti nejvyššího kuchmistra Českého království, která rodině náležela dědičně od roku 1723.